# Gravataí
Gravataí − miasto w Brazylii, w stanie Rio Grande do Sul.
Liczba mieszkańców w 2006 roku wynosiła 270,763. Miasto zostało założone w 1763 roku.
W mieście rozwinął się przemysł spożywczy.